# Johann Friedrich Oest
Johann Friedrich Oest (* 10. Dezember 1755 in Neukirchen, heute Gemeinde Steinbergkirche; † 14. Januar 1815 in Berntorfsminde auf Fünen) war ein deutscher Privaterzieher, Philosoph und Pädagoge.

## Leben
Johann Friedrich Oest war der einzige Sohn des Pastors Nicolaus Oest. Er erhielt zunächst Hausunterricht durch seinen Vater und studierte dann ab 1773 Theologie an der Universität Kopenhagen. Er schloss dieses Studium nicht ab, so dass er nicht die Nachfolge seines 1798 verstorbenen Vaters antreten konnte, verschaffte sich jedoch eine breit angelegte Bildung und setzte nach einer kurzen Pause als Hauslehrer in Angeln sein Studium der Philosophie und Philologie 1778 an der Universität Kiel fort.
Um 1780 wurde er für die nächsten sieben Jahre Hauslehrer bei dem Gutsherrn Jürgen von Ahlefeldt auf Gut Damp. In dieser Zeit trat er in Kontakt mit den Reformpädagogen und Philanthropen Johann Bernhard Basedow und Joachim Heinrich Campe. Er wurde Mitarbeiter von Campes Allgemeiner Revision des gesamten Schul- und Erziehungswesens, in der 1787 seine preisgekrönte Schrift zur Sexualerziehung Wie man Kinder und junge Leute vor dem Laster der Unzucht verwahren könne erschien, die in den verschiedensten Varianten und Auflagen mehrfach im Druck erschien. Eine schwedische Übersetzung erschien 1810 in Lund.
Mit Beendigung der Tätigkeit im Hause Ahlefeldt wurde er 1788 Hauslehrer auf Schloss Brahetrolleborg bei dem Lehnsgrafen Johann Ludwig von Reventlow (1751–1801), dem jüngeren Bruder des dänischen Sozialreformers Christian Detlev von Reventlow. 1793 gab er diese Stelle auf, um in Flensburg Dorothea Petersen (1761–1843), die Tochter des Rendsburger Stadtsekretärs Johann Petersen, zu heiraten. Fortan unterrichtete er an der Mädchenschule seiner Frau in Glücksburg. Sein ehemaliger Dienstherr Graf Reventlow ermöglichte ihm jedoch im Folgejahr eine Studienreise durch Deutschland und gewann ihn so als Ersten Lehrer für das zur Förderung des dänischen Volksschulwesens begründete Lehrerseminar in Brahetrolleborg, welches mit der Leitung einer Knabenschule in Bernstorfminde verbunden war. Diese Stelle behielt er auch nach dem Tode seines Förderers Reventlow bis zu seinem eigenen Tod bei. 1803 wurde er Titularprofessor und 1813 Ritter des Dannebrogordens.